# NGC 7314
NGC 7314 este o seyfert 1 galaxy⁠(d) situată în constelația Peștele Austral. A fost descoperită în 29 iulie 1834 de către John Herschel. Se află la o distanță de 16,75 megaparseci de Pământ.